# VHF Data Link
Very High Frequency Data Link (abgekürzt VDL, dt. VHF-Daten-Link), ist eine Datenübertragung zwischen Bodenstationen und Flugzeugen per Funk im VHF-Frequenzband. Es ist eine Weiterentwicklung des klassischen VHF-Flugfunks, der Sprache mit analoger Amplitudenmodulation (CDSB, en. Carrier Double Side Band, dt. Träger mit zwei Seitenbändern) überträgt. Die verschiedenen VDL-Modi unterscheiden sich durch die verwendete Modulation (Technik) und Parameter für die Datenübertragung, die im ICAO-Standard, ICAO Annex 10, Volume III spezifiziert sind.
- ACARS (englisch Aircraft Communications Addressing and Reporting System), wurde vor Standardisierung von VDL Mode 2 zur Übertragung kurzer Datentelegramme mit einer Datenrate von 2,4 kbps eingeführt und wird z. B. in Europa (d. h. in der ICAO European Region) noch stark genutzt. Auch wenn ACARS vereinzelt in Publikationen auch als VDL Mode 1 bezeichnet wurde, gibt es hierfür keine Referenz. Die ACARS Frequenzen liegen im Frequenzbereich 118,000 MHz bis 137,000 MHz.
- VDL Mode 2 ist derzeit das in der Zivilluftfahrt genutzte Datenübertragungsverfahren. VDL Mode 2 wird als Controller–Pilot Data Link Communications (CPDLC) genutzt und erlaubt theoretisch eine Datenrate von 31,5 kbps. Die VDL Mode2-Frequenzen liegen im Frequenzbereich 118,000 MHz bis 137,000 MHz.
- VDL Mode 3 ist eine Entwicklung der Federal Aviation Administration (FAA) in den USA und dazu gedacht Sprache in digitalisierter form, anstelle der von den ICAO-Mitgliedsstaaten in Europa genutzten von 25 kHz auf 8,33 kHz-Kanalabstand eingeführten AM-CDSB-Flug-Sprechfunk zu etablieren. Die Planungen der FAA für die Einführung von VDL Mode 3 wurden allerdings 2004 eingestellt. Die FAA setzt beim Sprechfunk weiterhin auf AM-CDSB-Flug-Sprechfunk mit einem Kanalraster von 25 kHz und installiert für Datenlink verstärkt VDL Mode 2-Bodenstationen. Die VDL Mode 3-Frequenzen liegen im Frequenzbereich 118,000 MHz bis 137,000 MHz.
- VDL Mode 4 ist der neueste Standard der ICAO für VDLund eignet sich für die Übertragung von Flugzeug zu Boden und Flugzeug zu Flugzeug, erreicht aber nicht die gleiche Datenrate wie VDL Mode 2. Die VDL Mode 4-Frequenzen liegen im Frequenzbereich 118,000 MHz bis 137,000 MHz. Durch die Weltfunkkonferenz 2003 der ITU wurde Frequenzbereich 118,000 MHz bis 137,000 MHz auch für VDL Mode 4 zugewiesen. Eine Auflage der Zuweisung, war jedoch, dass die Verträglichkeit mit den bereits in diesem Frequenzbereich betrieblich genutzten Bord- und Bodengeräten der Flugnavigationsfunkdienste sichergestellt wird. Jedoch konnte bisher (Stand 2024) noch nicht der Nachweis erbracht wurde, dass die Bord- und Bodengeräte von VDL Mode 4ohne Störungen der bereits in diesem Frequenzband betriebenen Syteme genutzt werden können,[2] gibt es in Europa (ICAO EUR-Region) bisher noch keine von ICAO festgelegten Kriterien, die eine Koordinierung von Frequenzen mit Nachbarstaaten und damit eine störungsfreie operative Nutzung von VDL Mode 4  erlaubt.[3]
- GBAS (Ground Based Augmentation System) ist derzeit für ILS-Look-alike-Anflugverfahren in Verwendung, wobei die Bodenstationen ebenfalls die D8PSK-Modulation und den Frequenzbereich 108,000 bis 117,950 MHz nutzen. Dabei werden an Bord von Luffahrzeugen GBAS-Signale nur empfangen, aber nicht gesendet.

| Standard   | Nutzung          |         | Modulation | max._Datenrate | Vielfachzugriff      | Frequenzbereich                                          |
| ---------- | ---------------- | ------- | ---------- | -------------- | -------------------- | -------------------------------------------------------- |
| ACARS      | Flugdurchführung | Duplex  | FSK        | 2,4 kbps       | CSMA                 | 118,000 MHz bis 137,000 MHz                              |
| VDL Mode 2 | Flugdurchführung | Duplex  | D8PSK      | 31,5 kbps      | CSMA                 | 118,000 MHz bis 137,000 MHz                              |
| VDL Mode 3 | Sprache          | Duplex  | D8PSK      | 31,5 kbps      | TDMA                 | 118,000 MHz bis 137,000 MHz                              |
| VDL Mode 4 | Flugdurchführung | Duplex  | GFSK       | 19,2 kbps      | Self-Organizing-TDMA | 108,000 MHz bis 117,950 MHz, 118,000 MHz bis 137,000 MHz |
| GBAS       | Navigation       | Simplex | D8PSK      |                | nein                 | 108,000 MHz bis 117,950 MHz                              |

## Frequenznutzung
Das ICAO European Frequency Management Manual (Eur-DOC-011) enthält unter anderem die Frequenz-Planungsgrundlagen für die VHF Data Links in der Europäischen Region. Es macht folgende Vorgaben:
- ACARS: Die Kanäle 131.525 MHz, 131.725 MHz und 131.825 MHz können für ACARS genutzt werden.
- VDL Mode 2: In Europa wurden von der ICAO zwölf, jeweils 25 kHz-breite Funk-Kanäle für VDL Mode 2 im Frequenzbereich 136,7 – 136,975 MHz reserviert. Der Kanal 136.975 MHz dient für VDL Mode 2 als Common Signalling Channel (CSC). Das heißt, dass auf diesem Kanal der Erstkontakt zwischen Bord und Boden aufgebaut und danach auf einen anderen Kanal in dem oben erwähnten Frequenzband gewechselt wird.
- VDL Mode 4: Der Kanal 136.925 MHz kann alternativ in Staaten mit VDL Mode 4-Nutzung auch als Common Signalling Channel für VDL Mode 4 verwendet werden. Es gibt nur wenige Nutzungen von VDL Mode  4 im Frequenzbereich 118.00 MHz bis 137.000 MHz.  Die Nutzung im Frequenzbereich 108.000 MHz bis 117,950 MHz erfolgt Mangels des Nachweis das VDL Mode 4-Bord- und Bodengeräte ohne Störungen der bereits genutzten Bordgeräte in diesem Frequenzbereich betrieben werden können.[2] Daher gibt es in Europa (dh. in der ICAO EUR-Region) bisher noch keine Koordinierungskriterien die eine Koordinierung von Frequenzen mit Nachbarstaaten und damit keine eine operative Nutzung von VDL Mode 4 erlaubt.[3]

| Channel | Remarks | VDL-Usage   |
| ------- | ------- | ----------- |
| 136.700 | AIR     | VDL 2       |
| 136.725 | AIR     | VDL 2       |
| 136.750 | AIR     | VDL 2       |
| 136.775 | AIR     | VDL 2       |
| 136.800 | AIR     | VDL 2       |
| 136.825 | GND     | VDL 2       |
| 136.850 | AIR     | VDL 2       |
| 136.875 | GND     | VDL 2       |
| 136.900 | AIR     | VDL 2       |
| 136.925 | GND CSC | VDL 2 VDL 4 |
| 136.950 | AIR     | VDL2        |
| 136.925 | CSC     | VDL2        |

Anmerkungen:
- Bei VDL Mode 2-Bodenstationen unterscheidet man zwischen solchen, die lediglich Flughäfen versorgen (Flugzeuge sind "on Ground" = GND) und solchen, die En-Route Coverage (Flugzeuge sind "in the AIR") versorgen.[3] Note 1
- Der Common Signalling Channel (CSC) wird primär für Signalling Purposes für AIR und GND verwendet, und sollte, wenn überhaupt, nur für minimale Übertagung von Daten verwendet werden.[3] Note 5
- VDL Mode 2-Bodenstationen, die benachbarte Kanäle nutzen müssen mindestens 3 Nautische Meilen (NM) voneinander entfernt sein. Durch diesen geografischen Mindestabstand können die bis 2022 üblichen Guard-Band Kanäle (jeweils ein freier Kanal zwischen zwei genutzten Kanälen) vermieden werden.[3] Note 3
- Die Nutzung des Kanals 136.925 für VDL 2 erfordert eine besondere Koordinierung mit Staaten die VDL 4 nutzen. [3] Note 4